# Ochropleura subplumbea
Ochropleura subplumbea là một loài bướm đêm trong họ Noctuidae.